# Hoplitis meyeri
Hoplitis meyeri là một loài Hymenoptera trong họ Megachilidae. Loài này được Benoist mô tả khoa học năm 1934.